# Helsinki Outlet
Le magasins d'usine Helsinki  (anglais : Helsinki outlet) est un centre commercial situé dans le quartier de Kuninkaala à Vantaa en Finlande.

## Le centre
Helsinki Outlet est situé juste au sud du Kehä III et à l'ouest de la Lahdenväylä. 
Il abrite environ 45 magasins d'usine de marques de vêtements et de design d'intérieur bien connus et quelques services auxiliaires associés à ces magasins, tels que des cafés et une aire de jeux,,. 
La superficie brute d'Ostoskylä est de 15 500 mètres carrés et la surface commerciale est de 10 000 mètres carrés,.
Le point de vente est situé à l'adresse Tatti 17, juste à la frontière d'Helsinki et de Vantaa ; le bâtiment se trouve du côté de Vantaa, mais la seule liaison routière passe par Heikinlaakso à Helsinki. 
Le quartier de Tammisto de Vantaa a aussi des magasins d'usine.

## Nombre de visiteurs
L'objectif pour la première année d'exploitation de Fortus AS était d'un million de visiteurs. 
Dans sa cinquième année de fonctionnement, il vise déjà à être le plus grand des pays nordiques avec deux millions de visiteurs,,.
En 2022, tous les locaux commerciaux étaient loués et le nombre de visiteurs dépassait le million.

## Transports publics
Les bus de la région d'Helsinki 75, 553 et 724 desservent le centre.

## Galerie

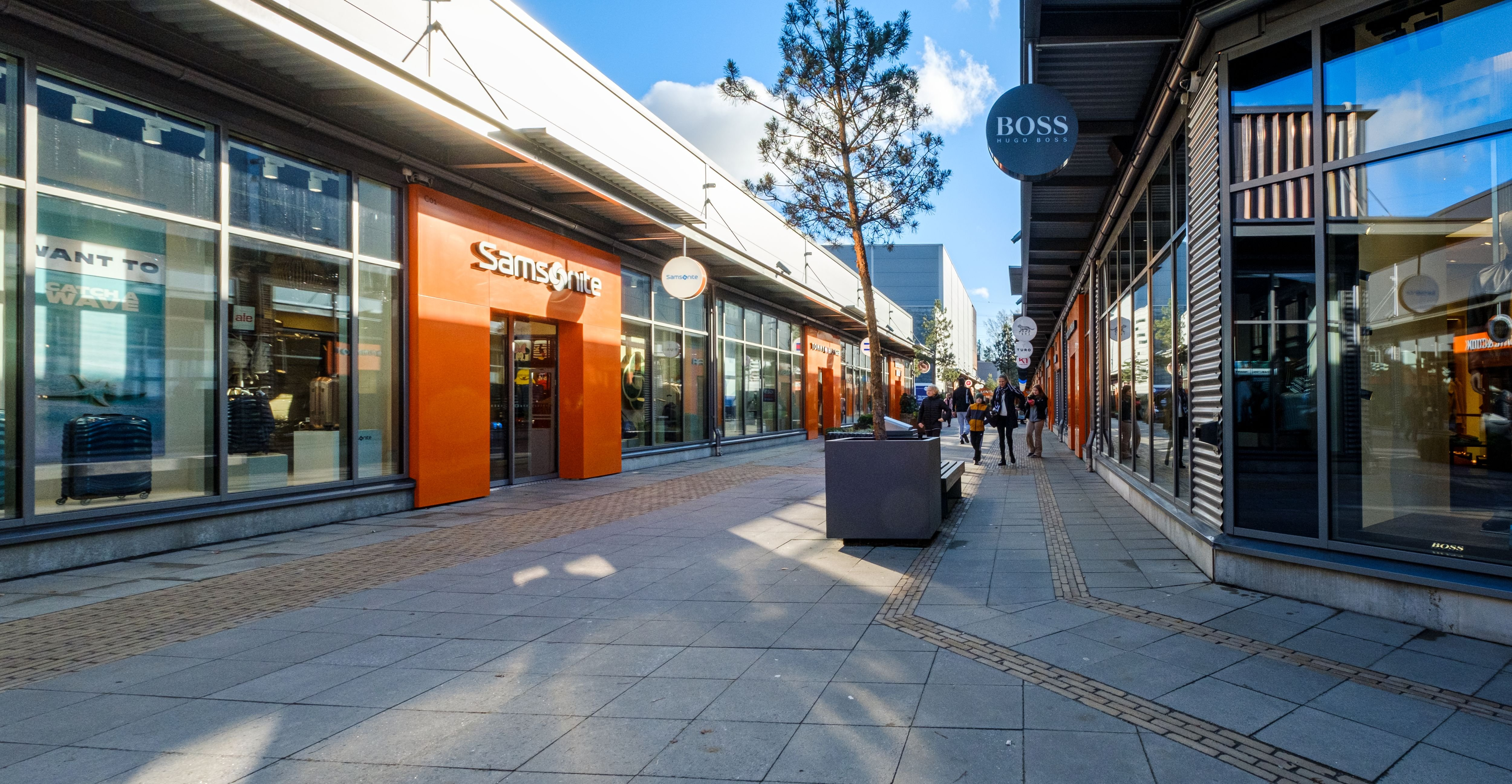
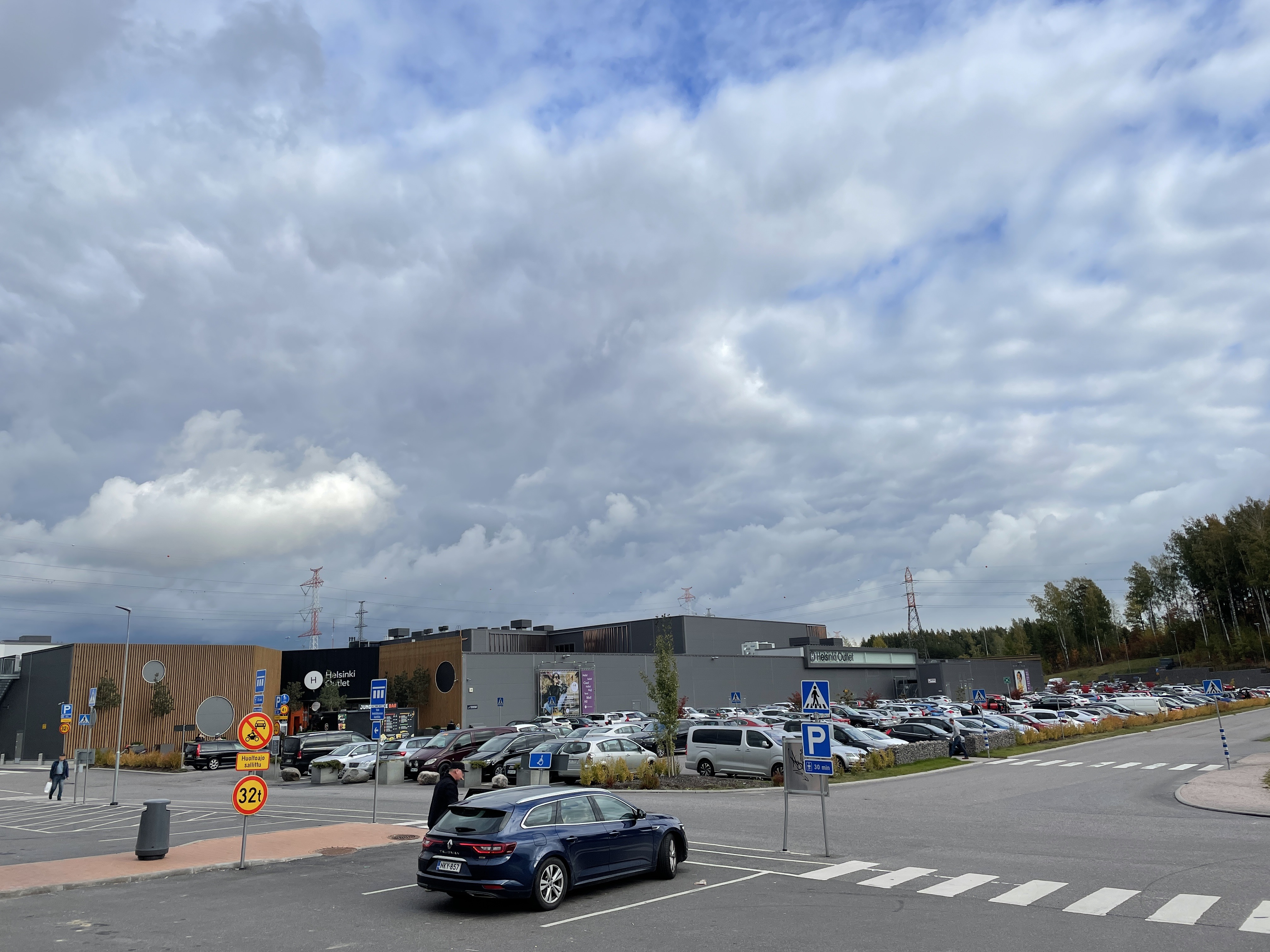
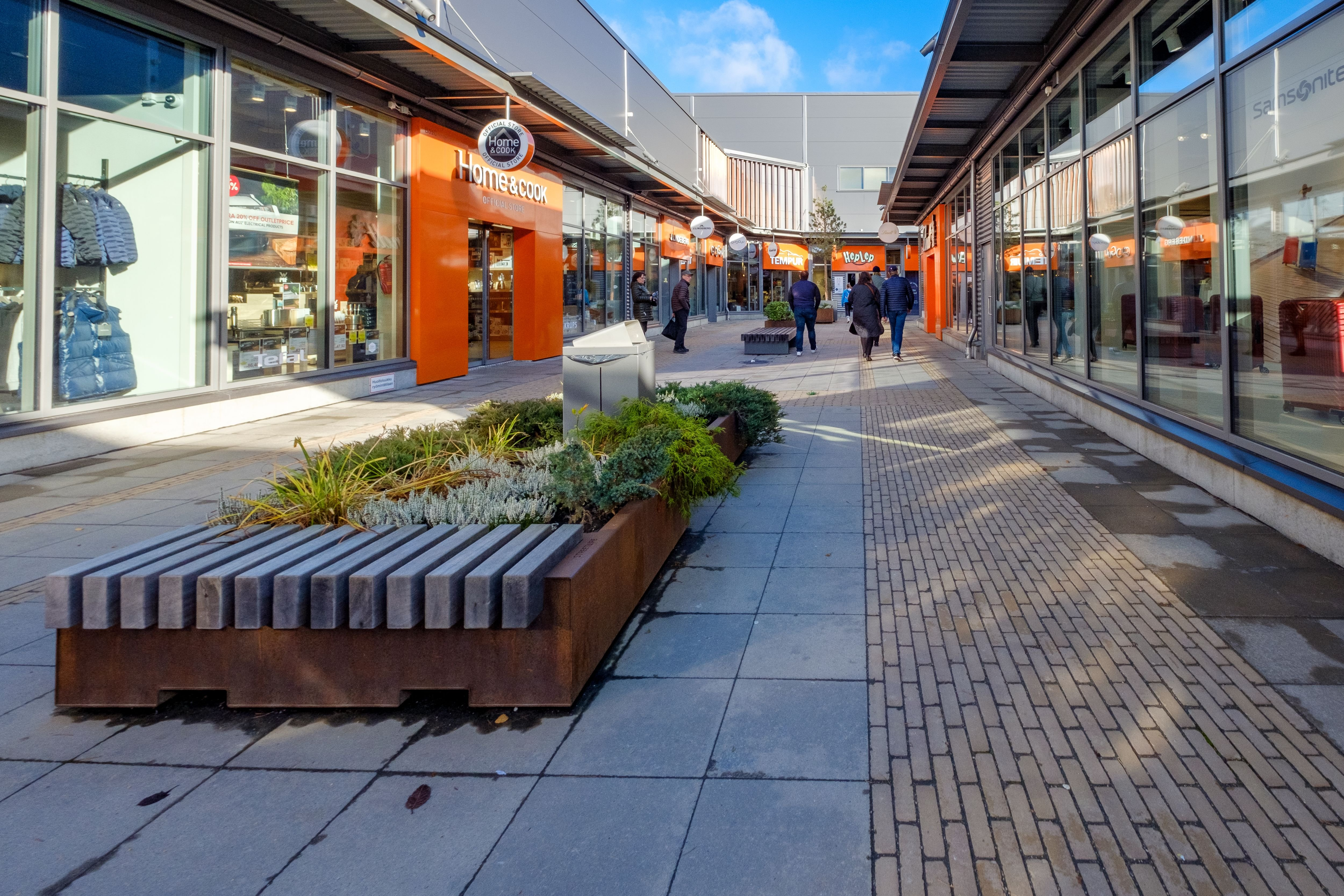
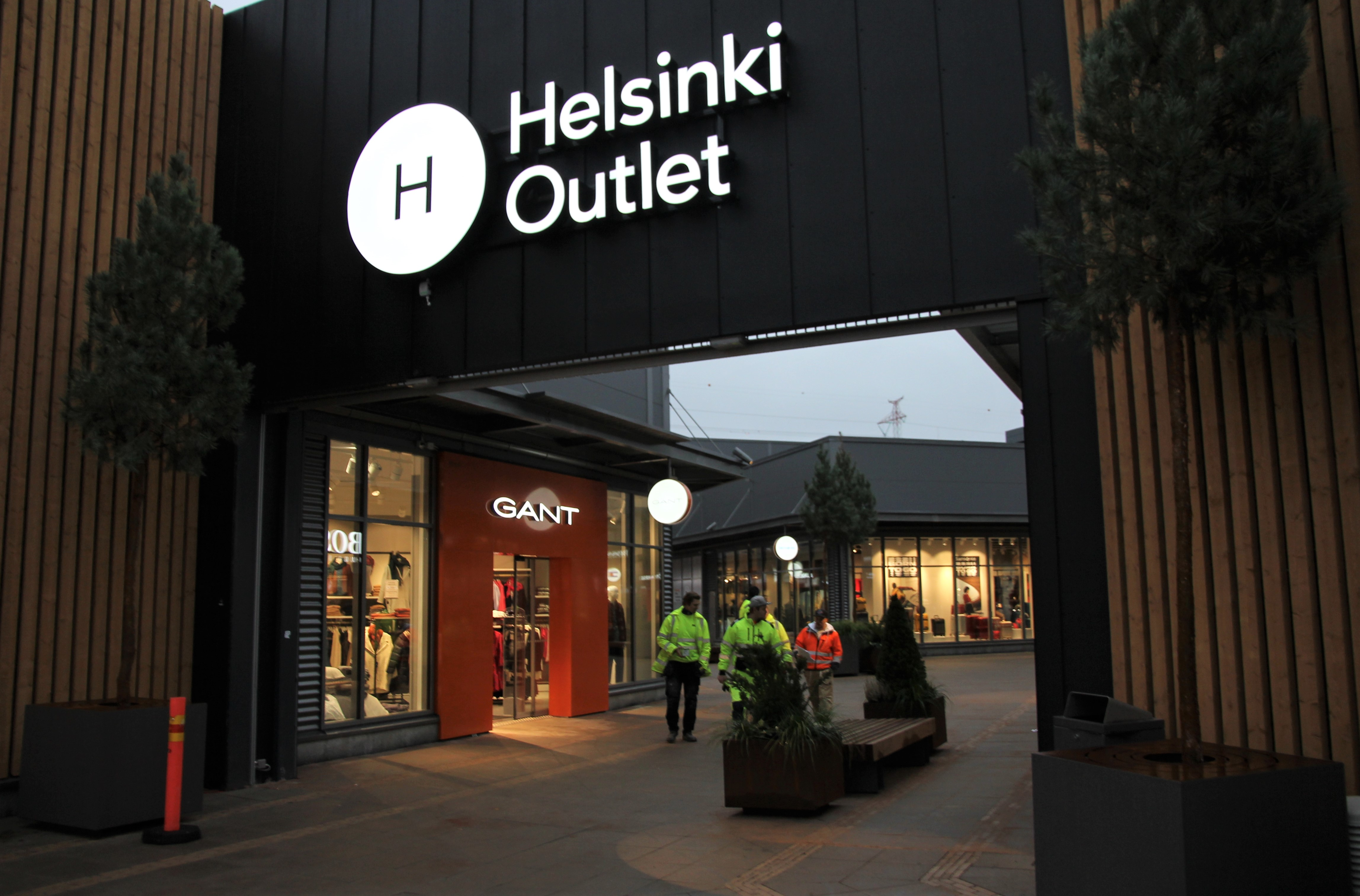